# Silene sarawschanica
Silene sarawschanica är en nejlikväxtart som beskrevs av Eduard August von Regel och Schmalh. Silene sarawschanica ingår i släktet glimmar, och familjen nejlikväxter. Inga underarter finns listade i Catalogue of Life.